# Sven Zetterberg

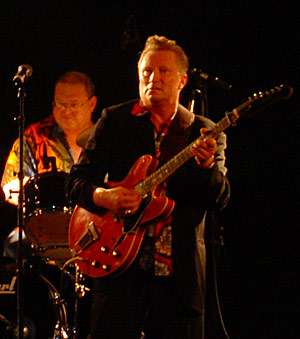
Sven Zetterberg i återföreningskonsert med Chicago Express, Södertälje, 2003.

Sven Zetterberg, född 28 mars 1952 i Skärblacka, Östergötlands län, död 21 december 2016 i Stockholm,  var en svensk blues- och soulmusiker, vokalist och låtskrivare. 
Sven Zetterberg spelade med banden Telge Blues, Blues Rockers, Blue Fire, Four Roosters och Chicago Express 1981–1996. Därefter fortsatte han som soloartist och han turnerade även med bland andra Jimmy Rogers, Jimmy McCracklin, Louisiana Red, Luther Allison och Eddie Boyd.
Han tilldelades Cornelis Vreeswijk-stipendiet 1989.

## Diskografi
- Telge Blues 1975
- Blue Fire 1978
- The Reason 1980
- Four Roosters Rooster Blues 1982
- Bluesmeeting in Chicago 1983
- Chicago Blues Meeting 1984
- Chicago Express The Blue Soulution 1990
- Chicago Express Watch Your Step 1991
- Chicago Express Permanently Blue 1995
- Chicago Express Steppin' out Alive 1996
- Blues from Within 1999
- Let Me Get Over It 2001
- Moving in the Right Direction 2004
- Soul of a Man 2004
- Southern Soul Agenda 2006
- Hollerin' Up A Storm 2007
- Grounded In Reality 2010
- Mileage 2012
- Something For Everybody 2016
- Rain On, The Lost Session 2022